# Sergey Tiviakov
Sergey Tiviakov (früher russisch Сергей Тивяков, deutsche Transkription: Sergei Tiwjakow, wiss. Transliteration Sergej Tivjakov; * 14. Februar 1973 in Krasnodar) ist ein niederländischer Weltklasse-Großmeister russischer Herkunft.

## Leben
Tiviakov lernte Schach als Fünfjähriger. Von 1980 bis 1984 war er Schüler der Schachschule von Wassili Smyslow. 1989 begann er eine Profispielerkarriere und gewann im selben Jahr die Jugendweltmeisterschaft U16 in Aguadilla. 1990 wurde er in Singapur Jugendweltmeister in der Kategorie U18, vor Wladimir Kramnik und Peter Heine Nielsen. Bei der U20-Weltmeisterschaft 1991 in Mamaia belegte er den dritten Platz. 1990 wurde Tiviakov zum Internationalen Meister ernannt, 1991 verlieh ihm die FIDE den Titel Großmeister. 1993 siegte Tiviakov in Rostow am Don und qualifizierte sich im selben Jahr in Groningen für die Kandidatenkämpfe der PCA, schied allerdings bereits im Viertelfinale 1994 in New York gegen den Briten Michael Adams mit 6,5:7,5 (nach Schnellschachstechen, 4:4 nach Turnierpartien) aus. Im Jahre 1994 wurde er in Wijk aan Zee Zweiter. Im Jahre 1995 schloss er sein Ökonomiestudium in Krasnodar ab und übersiedelte 1997 in die Niederlande (Groningen).
Im Jahre 1998 gewann er zusammen mit Vadim Milov in Groningen, ein Jahr später siegte er in Irland beim Bunratty International Chess Festival. Bei der Landesmeisterschaft der Niederlande landete er 2005 zusammen mit Daniël Stellwagen auf dem geteilten zweiten Platz, 2006 gewann er überlegen mit 9 Punkten aus 11 Partien, 2007 wurde er erneut niederländischer Meister, diesmal nach Wertung des direkten Vergleichs, punktgleich mit Stellwagen. Im Jahre 2008 gewann er in Plowdiw die Europameisterschaft. Im Februar 2009 gewann er das 2. Pfalz-Open in Neustadt an der Weinstraße mit 7,5 Punkten aus 9 Partien. Im Juli 2018 gewann er zum dritten Mal die Landesmeisterschaft der Niederlande.
Tiviakov ist für seinen soliden positionellen Stil bekannt. Von 2004 bis 2005 absolvierte er 110 Partien mit klassischer Bedenkzeit ohne eine einzige Niederlage. Zuletzt unter den besten 20 der Welt war er im Oktober 2005.

## Nationalmannschaft
Tiviakov gewann mit der russischen Nationalmannschaft die Schacholympiade 1994 und nahm mit den Niederlanden an den Schacholympiaden 2000, 2002, 2004, 2006 und 2014 teil. Mit den Niederlanden nahm er außerdem an der Schach-Mannschaftsweltmeisterschaft 2013 und den Mannschaftseuropameisterschaften 1999, 2001, 2003, 2005 und 2007 teil. Mit der Mannschaft wurde er 2001 und 2005 Europameister, 2001 erreichte er außerdem das beste Ergebnis am dritten Brett.

## Vereine
In der niederländischen Meesterklasse spielt Tiviakov seit 1997 gelegentlich für den Schaakclub Groningen, mit dem er 2007 niederländischer Mannschaftsmeister wurde. In der russischen Mannschaftsmeisterschaft spielte Tiviakov 2006 für Sankt Petersburg, 2007 für die Mannschaft von Ekonomist-1 Saratow, mit der er im selben Jahr auch am European Club Cup teilnahm, und 2009 für den Meister Tomsk-400, mit dem er im selben Jahr am European Club Cup teilnahm. In der deutschen 1. Bundesliga spielte Tiviakov in der Saison 2002/03 für den SK Turm Emsdetten und von 2007 bis 2014 für den Schachclub Eppingen. Die britische Four Nations Chess League gewann er 2006 mit Wood Green und 2011 mit Pride and Prejudice, in Ungarn spielte er von 2007 bis 2009 für den Csuti Antal SK Zalaegerszeg, mit dem er 2008 Meister wurde. In der spanischen Mannschaftsmeisterschaft spielte Tiviakov 2004 und 2007 für die Mannschaft von CA Intel-Tiendas UPI Mancha Real, mit der er 2004 Meister wurde, 2006 für CA AMD-Cofimán Mancha Real.
Außerdem spielte Tiviakov auch in Frankreich für den Club de Chess 15 Paris, in Belgien für Boey Temse und Cercle d’Échecs Fontainois, in Mazedonien für den SK Alkaloid Skopje, mit dem er zweimal am European Club Cup teilnahm, in Jugoslawien für Agrouniversal Zemun, mit dem er beim European Club Cup 1999 den zweiten Platz erreichte, 2014 in Litauen für den ŠK Margiris Kaunas und in Ägypten für die Mannschaft der Eastern Company Al-Sharkia, mit der er 2006 die arabische Vereinsmeisterschaft gewann.

## Schachtrainer
Bei ChessBase veröffentlichte er zahlreiche Lehrvideos, unter anderem über das Maroczy-System und die Alapin-Variante der Sizilianischen Verteidigung.
Tiviakov hat in mehreren Ländern als Trainer gearbeitet: Russland, Niederlande, Türkei, Indonesien, Bangladesh, Turkmenistan, Kolumbien und Iran. Zu seinen Schülern zählen unter anderen Jan Werle und Jorden van Foreest.